# Hiatus (anatomi)
Hiatus är en anatomiterm som innebär en öppning i kroppens mjukdelar eller skelett. Hiatus aorticus är mellangärdets öppning för aortan. Hiatus sacralis är den nedre öppningen i korsbenet för ryggmärgskanalen.